# Robert Anning Bell
Robert Anning Bell (Londen, 14 april 1863 – aldaar, 27 november 1933) was een Engels kunstschilder, illustrator en ontwerper. Hij wordt gerekend tot de Arts-and-craftsbeweging.

## Leven en werk
Bell werd aanvankelijk opgeleid door een oom die architect was en ging daarna naar de Royal Academy of Arts, gevolgd door een studieperiode in Parijs, onder andere bij de kunstschilder Aimé Morot. Na zijn terugkomst in Londen deelde hij een studio met George Frampton. Via Frampton, die vooral ontwerpen voor altaarstukken maakte, raakte hij in de jaren 1890 verzeild in de wereld van de Arts-and-craftsbeweging, met William Morris als belangrijkste voorman. Morris zou van grote invloed zijn op zijn latere werk.
Bell was een veelzijdig kunstenaar. Naast kunstschilder werkte hij ook als ontwerper (vooral van glas-in-loodramen), architect, boekillustrator (onder andere Grimms Kinder- und Hausmärchen) en beeldhouwer (vooral reliëfs). Van 1895 tot 1899 was hij leraar architectuur aan Universiteit van Liverpool. Later gaf hij nog les in ontwerpen aan de Glasgow School of Art en de Royal College of Art. Naast ontwerpen bleef hij zijn hele leven schilderen en exposeerde onder andere bij de Royal Academy en de New English Art Club en de Royal Watercolour Society. Hij was ook betrokken bij de organisatie van grote Arts-and-crafts-exposities in Londen, Parijs, Brussel en Turijn.
Bell overleed in 1933, op 70-jarige leeftijd. Hij werd begraven in St. James's Church, Piccadilly.

## Galerij

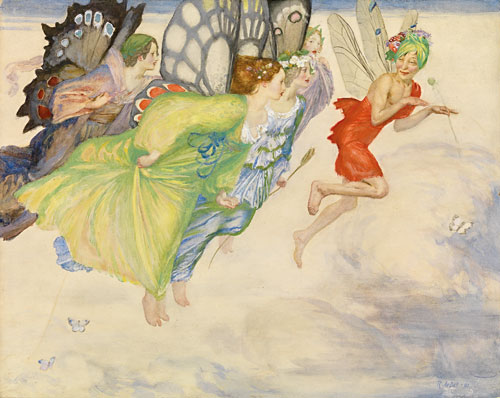
A Flight of Fairies, boekillustratie in gouache
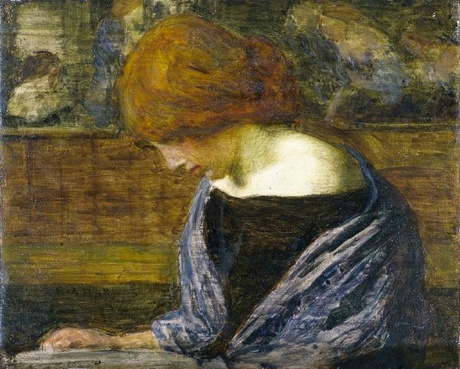
The Romance
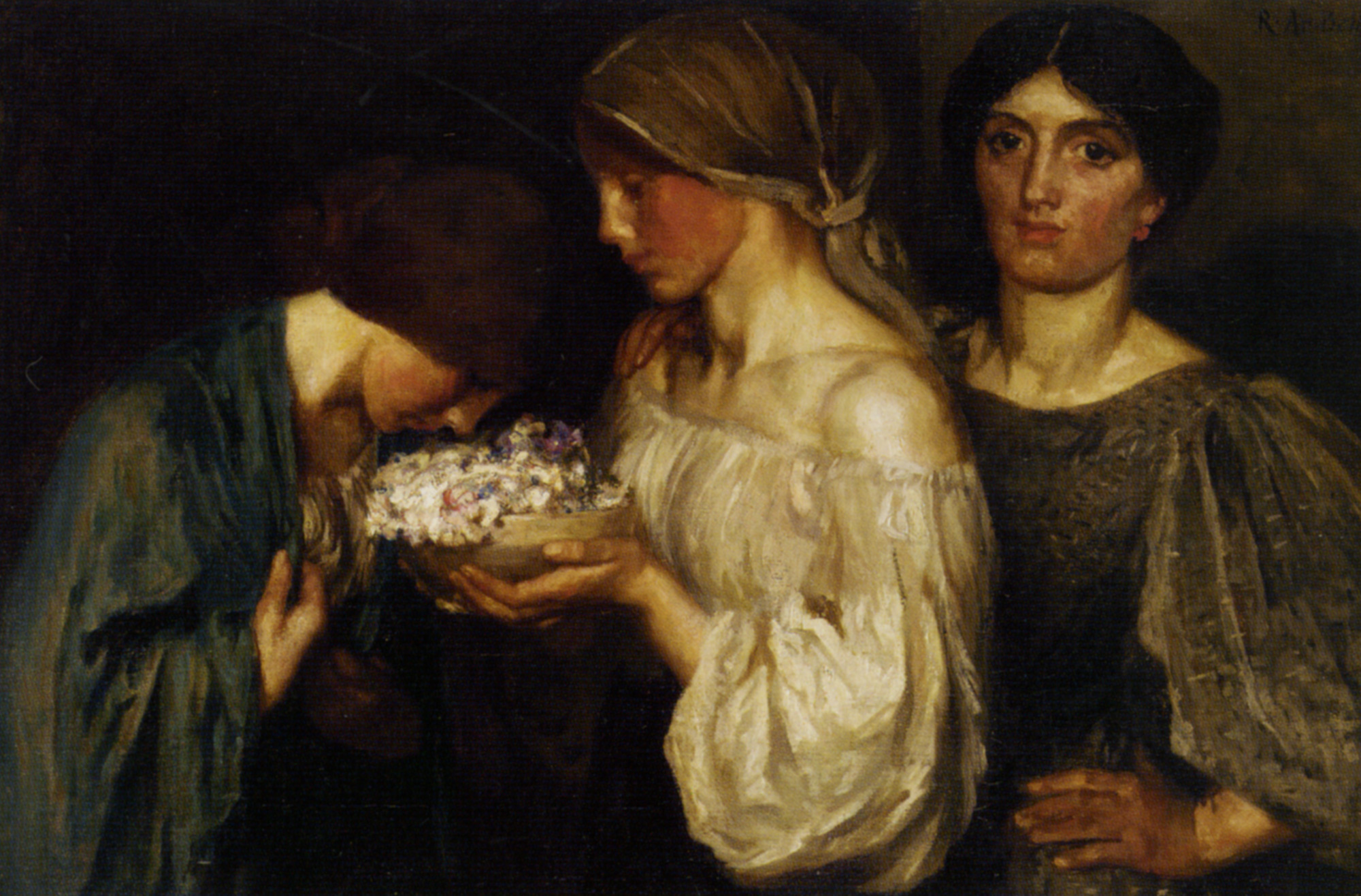
Fragrant Posy
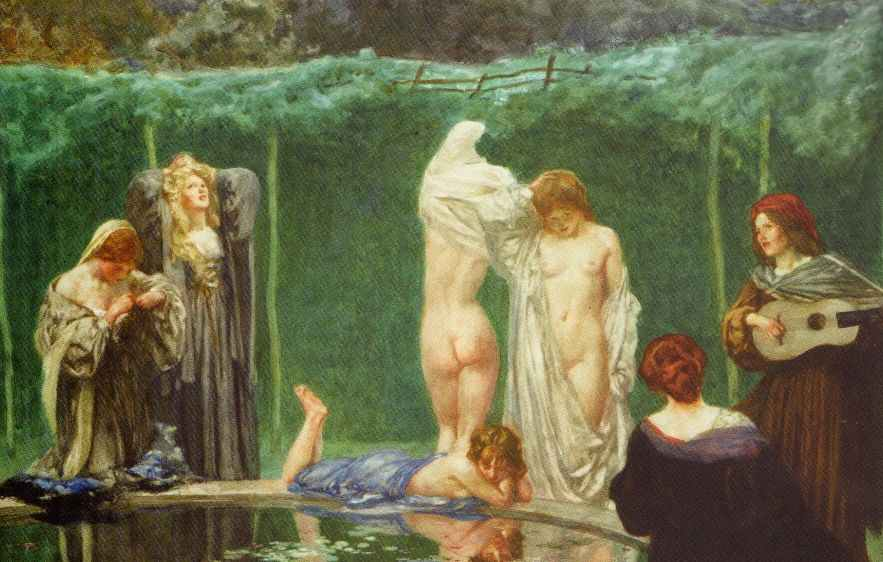
The Pool
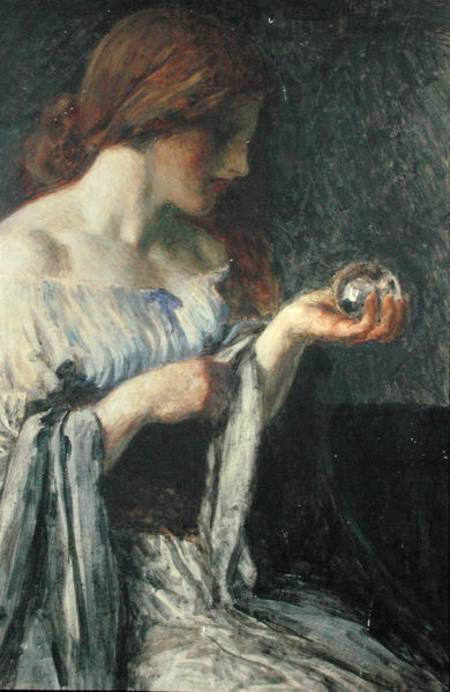
The Chrystal Ball
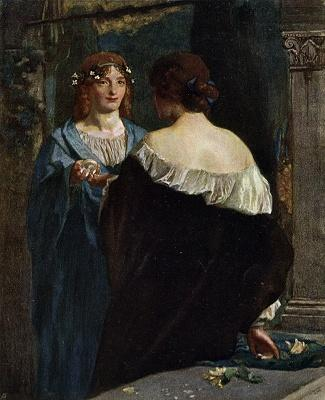
The Magic Chrystal
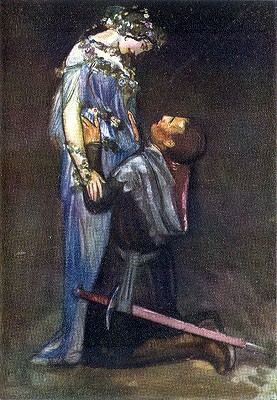
La belle dame sans merci
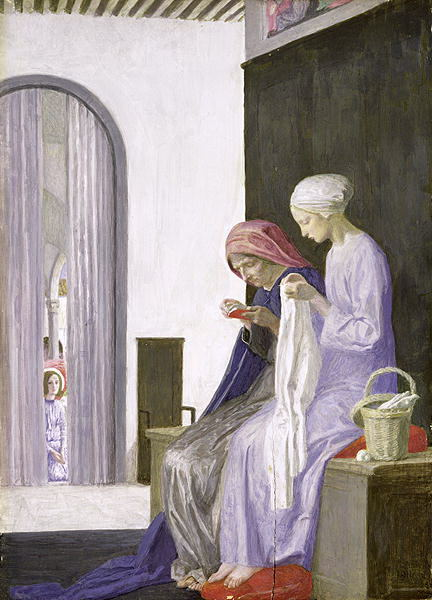
Mary in the House of Elizabeth
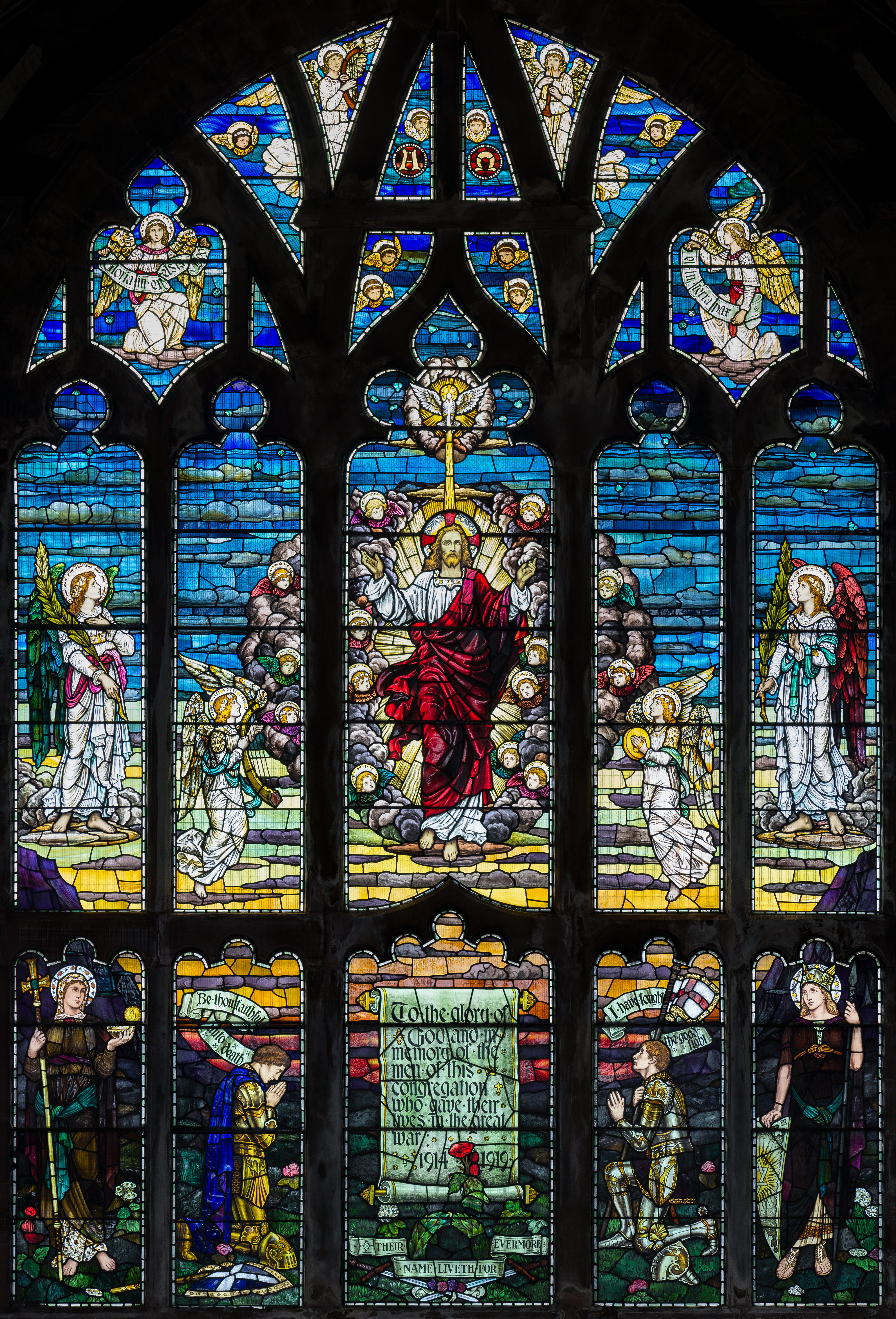
Glas-in-loodraam in St Matthew's Church, Paisley